# 埃里克·布尔曼
埃里克·布尔曼（瑞典語：Erik Burman，1897年12月6日—1985年3月31日），生于斯德哥尔摩，瑞典男子足球、冰球运动员。他曾代表瑞典参加1920年夏季奥林匹克运动会冰球比赛，获得第4名。